# 源滿仲
源满仲（日语：〔〕／ Minamoto no Mitsunaka；延喜913年4月10日—長德997年8月27日）日本平安时代中期著名将领，为天皇後裔的清和源氏“六孙王”源经基之长子。是源赖光、源赖亲和源赖信的父亲。源满仲在摄津国管理期间在多田町多次定居，故而被称多田满仲，别名为多田新发意。生前正四位下，死後在1472年獲贈従二位，後徳川綱吉於1696年贈正一位，神号为多田大权现。
源满仲一生军功活跃，在安和之变中立下优越军功，从正四位下渐渐升职为镇守府将军，同时也讓源氏的势力日渐壮大。源满仲在永延元年（987年）在延历寺出家。于长德3年（997）病逝，遗体埋葬与多田院（今兵库县川西市多田神社）。

## 和歌
源满仲曾经担任肥后守期间和著名诗人清原元辅（清少纳言之父）交际，两人并创造很多和歌，他们的作品都由“拾遗和歌集”收集。